# Distributore di gomme da masticare

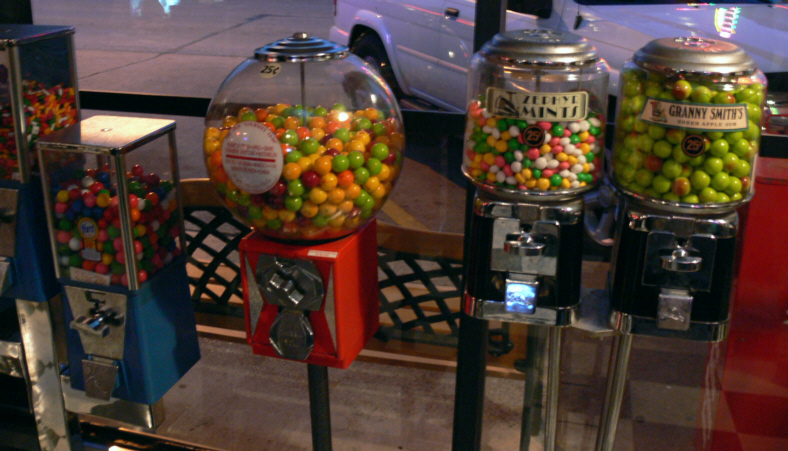
Vari distributori di gomme da masticare

Un distributore di gomme da masticare è un distributore automatico che eroga gomme da masticare a pagamento.

## Storia
Sebbene nel 1888 fossero già stati costruiti dei distributori automatici che erogavano gomme da masticare sotto forma di bastoncini o blocchetti, i primi moderni distributori di gomme risalgono probabilmente al 1907, anno in cui furono ideati dalla Adams Gum Co. (oggi Cadbury) e distribuiti inizialmente negli USA. Nel 1923, la Norris Manufacturing Company lanciò la sua linea "Master" di erogatori cromati di gomme da masticare che furono venduti anche lungo gli anni trenta dello stesso secolo. Questi distributori potevano accettare centesimi o nichelini.
La Ford Gum and Machine Company, un'azienda del villaggio di Akron (New York) fondata nel 1934, è un'altra fra le prime industrie specializzate nella fabbricazione di macchinette di gomme da masticare negli Stati Uniti e i suoi esemplari avevano un caratteristico colore lucido e cromato. I distributori di gomme della Ford Gum furono acquistati da organizzazioni come Lions Club e Kiwanis International. La Northwestern Corporation, che vendeva inizialmente dei fiammiferi, iniziò a vendere dei distributori di gomme da masticare "Northwestern" nel 1933. In seguito, la stessa attività venderà altri esemplari conosciuti come Model 60 e Model 80.

## Descrizione
Di solito, un distributore di gomme da masticare è costituito da un recipiente trasparente (in plastica o vetro) che si trova sopra una base metallica. Sull'estremità del contenitore vi è un tappo metallico con una serratura che può essere rimosso al fine di mettere le gomme da masticare nella macchinetta. Ogniqualvolta viene inserita una moneta nell'apposito scomparto e viene ruotata una levetta di 360 gradi, il distributore rilascerà una gomma da masticare attraverso una piccola apertura. Molte macchine di gomme da masticare seguono un meccanismo semplice e che non può essere visto. Tuttavia, alcuni esemplari hanno meccaniche più elaborate che possono sfruttare l'energia potenziale oppure l'elettricità per far rotolare la gomma attraverso rampe e percorsi visibili dall'esterno fino all'uscita.